# 懷慶府

怀庆府在河南省的位置（1820年）

怀庆府，明朝时设置的府，隶属河南承宣布政使司，治所在今河南省沁阳市。
元朝，稱為怀庆路，属于中书省。明朝洪武元年（1368年）改怀庆府，治河内县（今河南省沁阳市），领六县：河内县、济源县、修武县、武陟县、孟县、温县。清朝初期沿袭明制，下领六县，后割开封府的原武县、阳武县来隶，共领八县河内县、济源县、原武县、修武县、武陟县、孟县、温县、阳武县。考评：冲，繁。辛亥革命后，全国废府。

## 明代知府
- 王兴宗
- 陈善
- 方徵，福建莆田人
- 和俊
- 劉瑜，江西南昌人
- 薛广
- 高奉
- 李湘，江西泰和人
- 徐正
- 周礼，陕西长安人
- 白琼，陕西清涧人
- 吕恕，北直故城人，进士
- 倪顒，浙江海盐人，进士
- 陈达，山东日照人，进士
- 畢用，定海卫人，进士
- 劉朝宗，山东商河举人
- 何清，广西連州举人
- 畢大經，山东城武举人
- 梁泽，陕西三原进士
- 王瓒，陕西通渭进士
- 韩儒，山西繁峙舉人
- 徐以貞，山东长山进士
- 臧鳳，山东曲阜进士
- 赵铎，山西曲沃进士
- 周举，山东郯城进士
- 韩士奇，山西洪洞进士
- 趙㫤，山东安丘进士
- 钱澜，北直阜城举人
- 及宦，北直交河进士
- 王德明，北直清苑进士
- 司馬泰，江南上元进士
- 吕璋，锦衣卫籍进士
- 王懋，陕西咸宁进士
- 袁淮，北直任丘进士
- 李文芝，山东东平进士
- 郝守正，湖广蕲州进士
- 唐宽，山西平定进士
- 赵继孟，山西泽州进士
- 朱乾亨，武驤左衛籍进士
- 劉應節，山东潍县进士
- 张蕴，江南高淳进士
- 王价，锦衣卫籍进士
- 劉應時，山西洪洞进士
- 杜栋，山东即墨进士
- 孟重，陕西渭南进士
- 吴思敬，山东德州进士
- 紀誡，北直文安进士
- 王泽，山西临汾进士
- 贾待问，北直威县进士
- 胡汝欽，北直定兴进士
- 曹子朝，江南长洲进士
- 朱期至，湖广蕲水进士
- 赵以康，云南太和进士
- 詹啓東，福建安溪进士
- 江學詩，北直枣强举人
- 甘一鳳，江西南昌举人
- 王命爵，江西庐陵进士
- 陶嘉璋，山东济南卫进士
- 阎溥，陕西隴州进士
- 梁隆吉，陕西长安进士
- 史東昌，山西蔚州进士
- 赵一韩，江南巢县进士
- 王景，四川華阳进士
- 梁建廷，陕西岐山进士
- 陳之淯，湖广江夏进士
- 石维岳，北直滦州进士
- 康四海，山西安邑进士
- 别如綸，湖广天门举人
- 傅崇中，江西南昌举人
- 程之鹏，浙江金华举人
- 劉拯，福建永福举人
- 蔡鳳，江南武进舉人

## 延伸阅读
[在维基数据编辑]
 《欽定古今圖書集成·方輿彙編·職方典·懷慶府部》，出自陈梦雷《古今圖書集成》